# خط طول 53° غرب
خط طول 53° غرب هو أحد خطوط الطول الجغرافية، والتي تمتد من القطب الشمالي الجغرافي إلى القطب الجنوبي الجغرافي، وحسب التحويل الزمني يتأخر خط طول 53° غرب عن خط غرينتش بـ3 ساعات و32 دقيقة.

## من القطب إلى القطب
ينطلق خط طول 53° غرب من القطب الشمالي نحو القطب الجنوبي مرورا بالمناطق التي ترد في الجدول التالي:
| الإحداثيات                         | البلد أو الإقليم أو البحر | ملاحظات |
| ---------------------------------- | ------------------------- | --- |
| 90°0′N 53°0′W / 90.000°N 53.000°W  | المحيط المتجمد الشمالي    | |
| 83°38′N 53°0′W / 83.633°N 53.000°W | بحر لنكولن                | |
| 82°19′N 53°0′W / 82.317°N 53.000°W | جرينلاند                  | Hendrik Island |
| 82°5′N 53°0′W / 82.083°N 53.000°W  | Sanki George Fjord        | |
| 81°49′N 53°0′W / 81.817°N 53.000°W | جرينلاند                  | The mainland, و the جزر Qeqertarsuaq و جزيرة أوبرنيفيك [لغات أخرى]‏ |
| 71°9′N 53°0′W / 71.150°N 53.000°W  | مضيق أوماناك              | |
| 70°46′N 53°0′W / 70.767°N 53.000°W | جرينلاند                  | Nuussuaq Peninsula |
| 70°18′N 53°0′W / 70.300°N 53.000°W | Sullorsuaq Strait         | |
| 70°5′N 53°0′W / 70.083°N 53.000°W  | جرينلاند                  | جزيرة ديسكو |
| 69°20′N 53°0′W / 69.333°N 53.000°W | خليج ديسكو                | |
| 68°40′N 53°0′W / 68.667°N 53.000°W | جرينلاند                  | مرورا عبر the mainland و many islands on the coast, including Saqqarliup Nunaa, Aamat, Sermersut و مانيتسوك |
| 65°26′N 53°0′W / 65.433°N 53.000°W | المحيط الأطلسي            | مرورا بشرق the Bonavista Peninsula, نيوفاوندلاند واللابرادور, كندا (في 48°35′N 53°0′W / 48.583°N 53.000°W) |
| 48°7′N 53°0′W / 48.117°N 53.000°W  | كندا                      | نيوفاوندلاند واللابرادور — Bay de Verde Peninsula on the جزيرة نيوفاوندلاند (جزيرة) |
| 47°59′N 53°0′W / 47.983°N 53.000°W | Conception Bay            | |
| 47°38′N 53°0′W / 47.633°N 53.000°W | كندا                      | نيوفاوندلاند واللابرادور — Bell Island |
| 47°36′N 53°0′W / 47.600°N 53.000°W | Conception Bay            | |
| 47°31′N 53°0′W / 47.517°N 53.000°W | كندا                      | نيوفاوندلاند واللابرادور — Avalon Peninsula on the جزيرة نيوفاوندلاند (جزيرة) |
| 46°45′N 53°0′W / 46.750°N 53.000°W | المحيط الأطلسي            | |
| 5°28′N 53°0′W / 5.467°N 53.000°W   | فرنسا                     | غويانا الفرنسية |
| 2°10′N 53°0′W / 2.167°N 53.000°W   | البرازيل                  | أمابا بارا — من 0°2′N 53°0′W / 0.033°N 53.000°W ماتو غروسو — من 9°41′S 53°0′W / 9.683°S 53.000°W غوياس — من 16°51′S 53°0′W / 16.850°S 53.000°W ماتو غروسو دو سول — من 18°19′S 53°0′W / 18.317°S 53.000°W ساو باولو (ولاية) — لحوالي 10 km من 22°30′S 53°0′W / 22.500°S 53.000°W بارانا (ولاية) — من 22°35′S 53°0′W / 22.583°S 53.000°W سانتا كاتارينا — من 26°21′S 53°0′W / 26.350°S 53.000°W ريو غراندي دو سول— من 27°8′S 53°0′W / 27.133°S 53.000°W |
| 33°28′S 53°0′W / 33.467°S 53.000°W | المحيط الأطلسي            | |
| 60°0′S 53°0′W / 60.000°S 53.000°W  | المحيط الجنوبي            | |
| 76°49′S 53°0′W / 76.817°S 53.000°W | القارة القطبية الجنوبية   | Territory المطالب الإقليمية بالقارة القطبية الجنوبية by both الأرجنتين (المقاطعة الأرجنتينية بالقارة القطبية الجنوبية) و المملكة المتحدة (المقاطعة البريطانية بالقارة القطبية الجنوبية); و the eastern limit of المقاطعة التشيلية بالقارة القطبية الجنوبية, تملكه تشيلي |